# Draconarius pervicax
Draconarius pervicax là một loài nhện trong họ Amaurobiidae. Loài này được phát hiện ở Trung Quốc.